# 奥坦河畔吕
奧坦河畔吕（法語：Rupt-sur-Othain，法語發音：[ʁy syʁ ɔtɛ̃]）是法国默兹省的一个市镇，位于该省东北部，属于凡尔登区。

## 地理
奥坦河畔吕（49°25'11"N, 5°29'34"E）面积5.53 平方千米，位于法国大東部大區默兹省，该省份为法国西北部内陆省份，北与比利时接壤，西接马恩省和阿登省，南至上马恩省和孚日省，东临默尔特-摩泽尔省。
与奥坦河畔吕接壤的市镇（或旧市镇、城区）包括：大法伊、小法伊、德吕、栋布拉、马尔维尔。

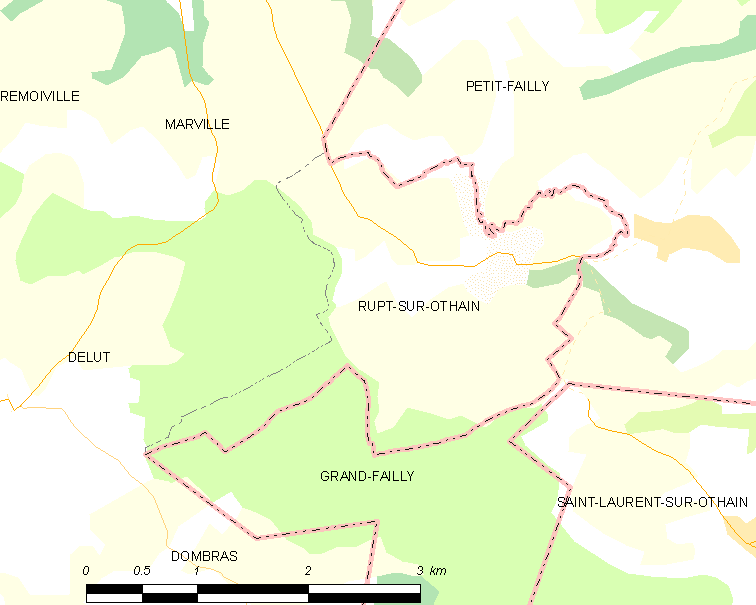
奥坦河畔吕的OSM定位图

奥坦河畔吕的时区为UTC+01:00、UTC+02:00（夏令时）。

## 行政
奥坦河畔吕的邮政编码为55150，INSEE市镇编码为55450。

## 政治
奥坦河畔吕所属的省级选区为蒙梅迪县。

## 人口

1962-2008年间奥坦河畔吕人口变化图示

奥坦河畔吕于2022年1月1日时的人口数量为49人。